# Спомен црква Светих Ћирила и Методија у Црвеној Реци
Спомен црква Светих Ћирила и Методија у Црвеној Реци припада Епархији нишкој Српске првославне цркве. Грађена је у периоду од 1934. до 1947. године, средствима мештана и већим делом Министарства војске и морнарице Краљевине Југославије, пошто се у олтару цркве налазе посмртни остаци 54 српских војника. Српски војници су изгинули на Шпајском брду, спречавајући надирање Бугара ка Нишу у Првом светском рату од 16. до 20. октобра 1915. године. Како је црква грађена у време свештеника Јована Аранђеловића у цркви је и он и сахрањен.
Због дотрајалости објекта, обнова цркве започета је 1992. године. Током 2000. године обновљена је у потпуности кровна конструкција, кровни покривач, целокупна лимарија и фасада храма. Камена розета на улазним вратима и прилазна стаза до цркве обновљене су током 2009. године. Иконостас цркве конзервиран је и рестауриран 2011. године.
Поред цркве је парохијски дом-етно-музеј где се одржавају часови веронауке и ту се могу видети стари предмети везани за црквену делатност који су сакупљани из црвеноречке и шпајске цркве и манастира Успенија Пресвете Богородице у Вети.